# Rechtsweigering
Rechtsweigering is het weigeren van een rechter of rechtbank om een (tijdige) beslissing te nemen in een voorgelegde zaak. In de meeste gevallen is rechtsweigering expliciet of impliciet verboden.

## België
Rechtsweigering is in het Belgisch recht een misdrijf dat gepleegd wordt wanneer een rechter weigert een vonnis of arrest te vellen, hoewel de zaak op een geldige manier voor hem is gebracht. Er bestaat rechtsweigering wanneer de rechter weigert recht te spreken onder enig voorwendsel, zelfs van het stilzwijgen, de duisterheid of de onvolledigheid van de wet (artikel 5 van het Gerechtelijk Wetboek (Ger.W.)).
Ieder rechter, ieder bestuurder of lid van een bestuurslichaam die onder enig voorwendsel, zelfs van het stilzwijgen of de duisterheid van de wet, weigert het aan partijen verschuldigde recht te spreken, wordt gestraft met geldboete van tweehonderd euro tot vijfhonderd euro (te vermeerderen met de opdecimes) en kan worden veroordeeld tot ontzetting van het recht om openbare ambten, bedieningen of betrekkingen te vervullen (artikel 258 van het Strafwetboek).
Via dit misdrijf van rechtsweigering wil men vermijden dat de burgers zich genoodzaakt zouden zien om het recht in eigen handen te nemen omdat de rechter weigert hun geschil te beslechten.  Door de rechter strafbaar te stellen wanneer hij weigert een beslissing te nemen zonder geldige reden, wordt hij aangespoord om zijn taak naar behoren uit te oefenen.
Wanneer een rechter zich schuldig maakt aan rechtsweigering kan er verhaal op de rechter tegen hem worden ingesteld (art. 1140, 4° Ger.W.). Dit betekent dat hij persoonlijk aansprakelijk kan worden gesteld.

## Nederland
In Nederland is het verbod op rechtsweigering neergelegd in art. 13 Wet algemene bepalingen (Wet van 15 mei 1829, houdende algemeene bepalingen der wetgeving van het Koningrijk): "De regter die weigert regt te spreken, onder voorwendsel van het stilzwijgen, de duisterheid of de onvolledigheid der wet, kan uit hoofde van regtsweigering vervolgd worden.". Voor het civiele zaken wordt dit nog eens herhaald in artikel 26 van het Wetboek van Burgerlijke Rechtsvordering: "De rechter mag niet weigeren te beslissen."

## Suriname
Rechtsweigering is in Suriname vervolgbaar op grond van artikel 14 van de Wet Algemene Bepalingen der Wetgeving van Suriname (G.B. 1893 no. 35, zoals laatstelijk gewijzigd bij S.B. 1975 no. 171)). Dit artikel 14 bepaalt: 'De rechter, die weigert recht te spreken, onder voorwendsel van het stilzwijgen, de duisterheid of de onvolledigheid der wettelijke regelingen, kan, uit hoofde van rechtsweigering, vervolgd worden.'
Rechtsweigering geeft ook aanleiding tot een burgerrechtelijke rechtsvordering. De rechtsweigering is geregeld in de artikelen 726 tot 734 van het Surinaams Wetboek van Burgerlijke Rechtsvordering.

## Noot
1. ↑  P.A.M. Meijknecht, Kennismaking met het burgerlijk procesrecht, Kluwer, 2007, p. 44